# Periodòncia
La periodòncia és aquella part de l'odontologia que s'encarrega de l'estudi i el tractament de les malalties que afecten els teixits que es troben al voltant de la dent. Aquests teixits formen allò que es coneix com a periodonci, el qual està format per la geniva, l'ós alveolar, el cement radicular i el lligament periodontal.

#### Malalties periodontals
Les principals afeccions que tracta la periodòncia són la gingivitis i la periodontitis:
- Gingivitis: És la forma més lleu de malaltia periodontal i es caracteritza per la inflamació i sagnat de les genives, habitualment causada per l’acumulació de placa bacteriana. És reversible amb una bona higiene bucal i tractament professional.
- Periodontitis: És una etapa més avançada en què la infecció i inflamació afecten les estructures profundes del periodont. Pot provocar la pèrdua de suport ossi i, en casos greus, la caiguda de les dents.

#### Diagnòstic
El diagnòstic es basa en l’exploració clínica, que inclou la mesura de la profunditat de les bosses periodontals, la mobilitat dental i la presència de sagnat. També poden utilitzar-se radiografies per avaluar la pèrdua òssia.

#### Tractaments
Els tractaments periodontals poden ser:
- Conservadors: com el raspat i allisat radicular (curetge), que eliminen la placa i el càlcul de sota la línia de la geniva.
- Quirúrgics: com la cirurgia periodontal per accedir millor a les arrels i regenerar el teixit danyat.
- Adjuncts: ús d'antibiòtics o làser com a complement al tractament mecànic.

#### Importància de la periodòncia
La salut periodontal és fonamental per mantenir la dentició natural, però també té implicacions per a la salut general. Diversos estudis han associat la malaltia periodontal amb afeccions sistèmiques com la diabetis, malalties cardiovasculars o complicacions en l’embaràs.

#### Especialistes
Els periodoncistes són els professionals especialitzats en aquesta branca de l’odontologia. Després de completar els estudis de dentista, realitzen una formació addicional específica en periodòncia.